# Bisdom Kano
Het bisdom Kano (Latijn: Dioecesis Kanensis) is een rooms-katholiek bisdom met als zetel Kano, de hoofdstad van de staat Kano in Nigeria. Het bisdom is suffragaan aan het aartsbisdom Kaduna.

## Geschiedenis
Het bisdom werd opgericht op 22 maart 1991, uit gebied van het aartsbisdom Kaduna, als de missio sui iuris Kano. Op 15 december 1995 werd het een apostolisch vicariaat, en op 22 juni 1999 een bisdom. 

## Parochies
In 2019 telde het bisdom 36 parochies. Het bisdom had in 2019 een oppervlakte van 43.819 km2 en telde 12.790.400 inwoners waarvan 1,8% rooms-katholiek was.

## Bisschoppen
- John Francis Brown (22 maart 1991 - 15 december 1995)
- Patrick Francis Sheehan (5 juli 1996 - 20 maart 2008)
- John Namaza Niyiring (20 maart 2008 - heden)

Kaduna (aartsbisdom) · Kafanchan · Kano · Kontagora · Minna · Sokoto · Zaria